# Streblocera helvenaca
Streblocera helvenaca är en stekelart som beskrevs av Chou 1990. Streblocera helvenaca ingår i släktet Streblocera och familjen bracksteklar. Inga underarter finns listade i Catalogue of Life.